# Villa Pilar
Villa Pilar è una villa eclettica e Art Nouveau situata in via Marqués de Riestra a Pontevedra, Spagna. È uno dei migliori esempi di architettura eclettica della città.

## Storia
Questa villa, completata nel 1905, è stata costruita per essere un palazzetto borghese per ordine del ricco emigrato Manuel Martínez Bautista, che viveva a Cuba. Ha comprato il terreno durante un viaggio estivo e i lavori sono durati sei anni.
L'autore del progetto è stato l'architetto Antonio Crespo. Si conservano due progetti del 1889, simili en pianta e in altezza, ma con un disegno diverso da quello finalmente eseguito.
Villa Pilar è stata lasciata in eredità da Manuel Martínez Bautista a suo nipote Ramiro Trapote Martínez, un ingegnere che viveva a New York e che vi trascorreva le sue estati. Villa Pilar è passata da Ramiro Trapote a sua nipote Pilar Pardo Trapote e ora appartiene ai suoi eredi.
Qui hanno vissuto una serie di personaggi famosi della città ed entità come Vicente Riestra, Ernesto Caballero o un notaio.
Al secondo piano c'era la scuola di architetti di Pontevedra, un appartamento affittato alla Confraternita Nazionale degli Architetti, che a sua volta lo acquistò dalla famiglia proprietaria dell'edificio nel 1982.
Nel 2011 l'edificio è stato messo in vendita per 600.000 euro. Dal 31 ottobre 2015 ospita al secondo piano lo studio di architettura Nemonon, uno spazio creativo multidisciplinare intorno all'architettura promosso dall'architetto Mauro Lomba. Nelle sue tre sale: Boiserie, Belle Époque e Belvedere, e in "La cucina dell'architetto", ospita eventi come incontri, seminari, conferenze, mostre, workshop, corsi...

## Costruzione e stile
L'edificio è di stilo eclettico e art nouveau con tre piani. La caratteristica più notevole di questa villa è l'irregolarità della sua piata e della facciata, esagerata nelle finiture. La Villa ha un seminterrato, tre piani e una mansarda. Tra i suoi elementi architettonici, ci sono le balaustre in stile inglese di tutti i balconi, realizzate in calcestruzzo, un elemento molto innovativo per l'epoca. L'edificio si iserisce armoniosamente nell'ambiente circostante in quanto è circondato da un piccolo giardino privato con palme chiuso da un cancello in ferro battuto.
L'accesso all'interno dell'edificio si effettua tramite una scala in marmo di Carrara al primo piano e una scala in legno ai piani successivi. Le balaustre sono in cemento e la struttura interna in legno pregiato. La sua funzionalità interna rispondeva alle esigenze dell'epoca, evidenziando l'armonia delle linee e delle forme, nonché la perfetta combinazione dei suoi elementi architettonici. La disposizione dei vari piani riflette lo stile di vita della borghesia della fine del XIX secolo. L'architetto ha quindi dato grande importanza allo spazio sociale, con tre stanze e un ufficio con accesso indipendente.

## Galleria d'immagini

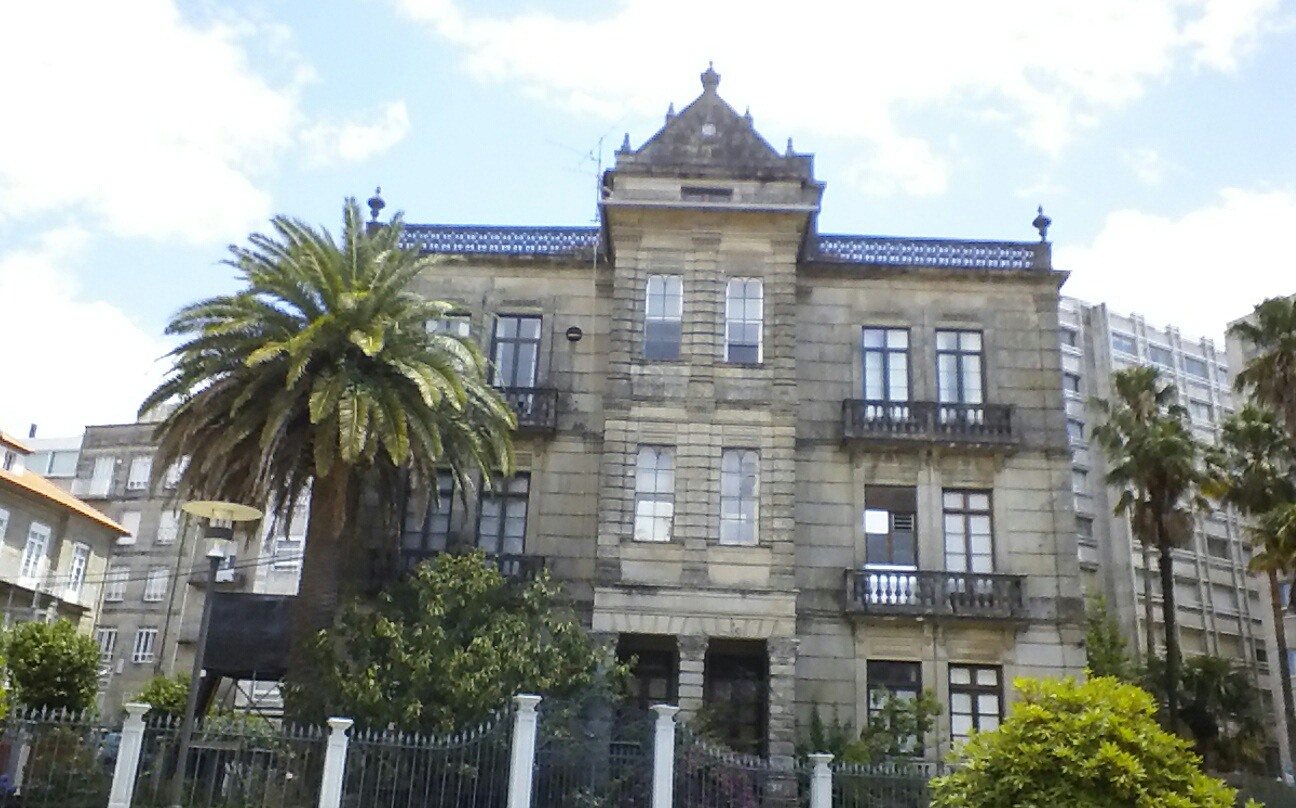
Facciata posteriore
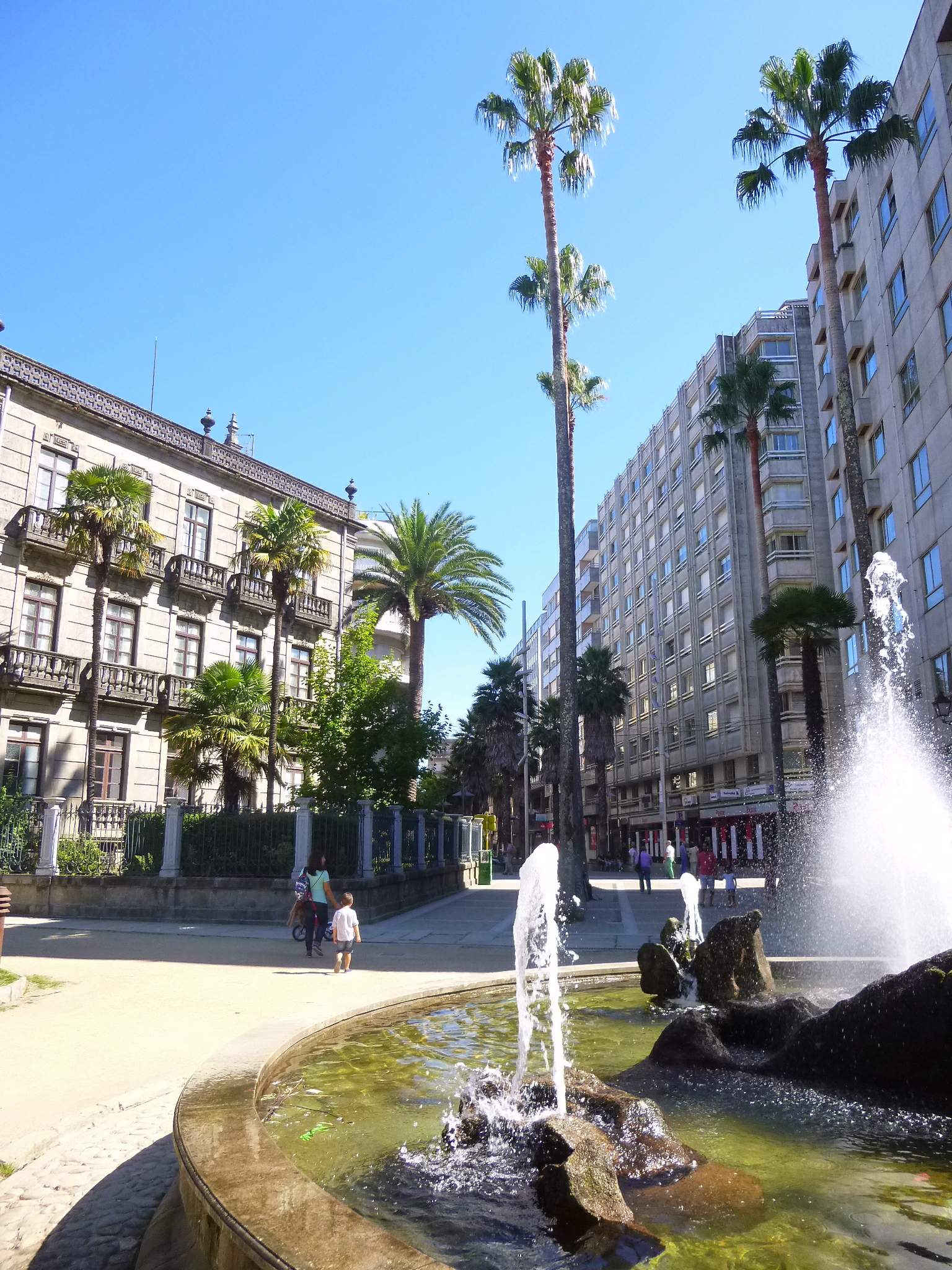
Facciata laterale
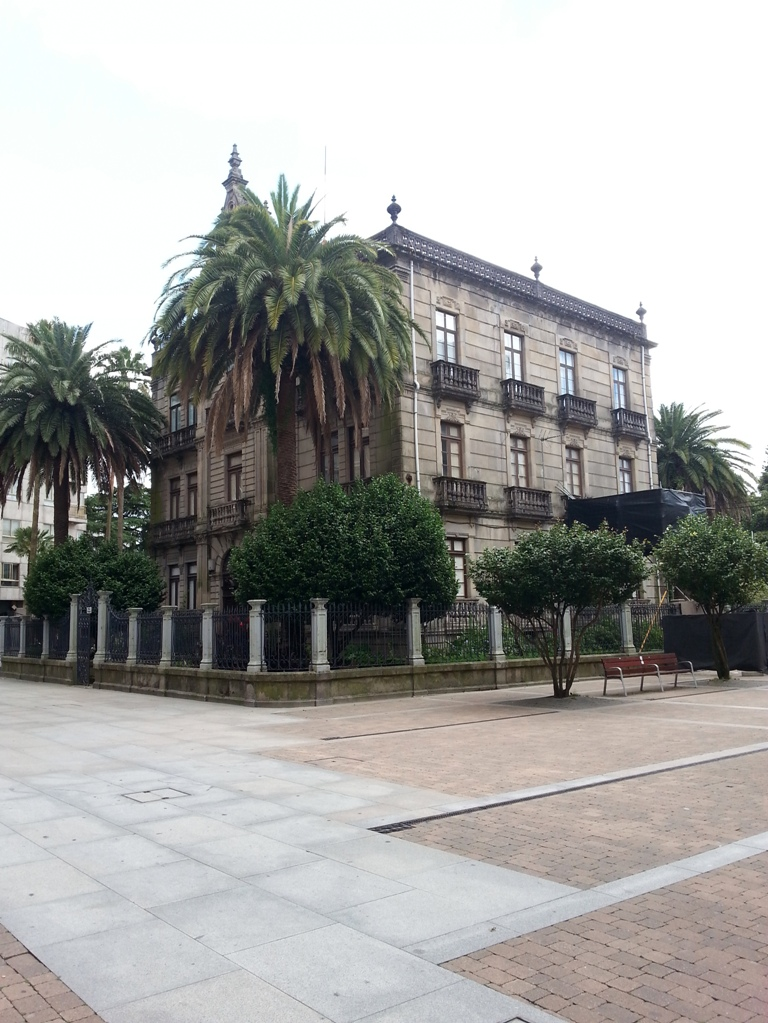
Villa Pilar, via Riestra
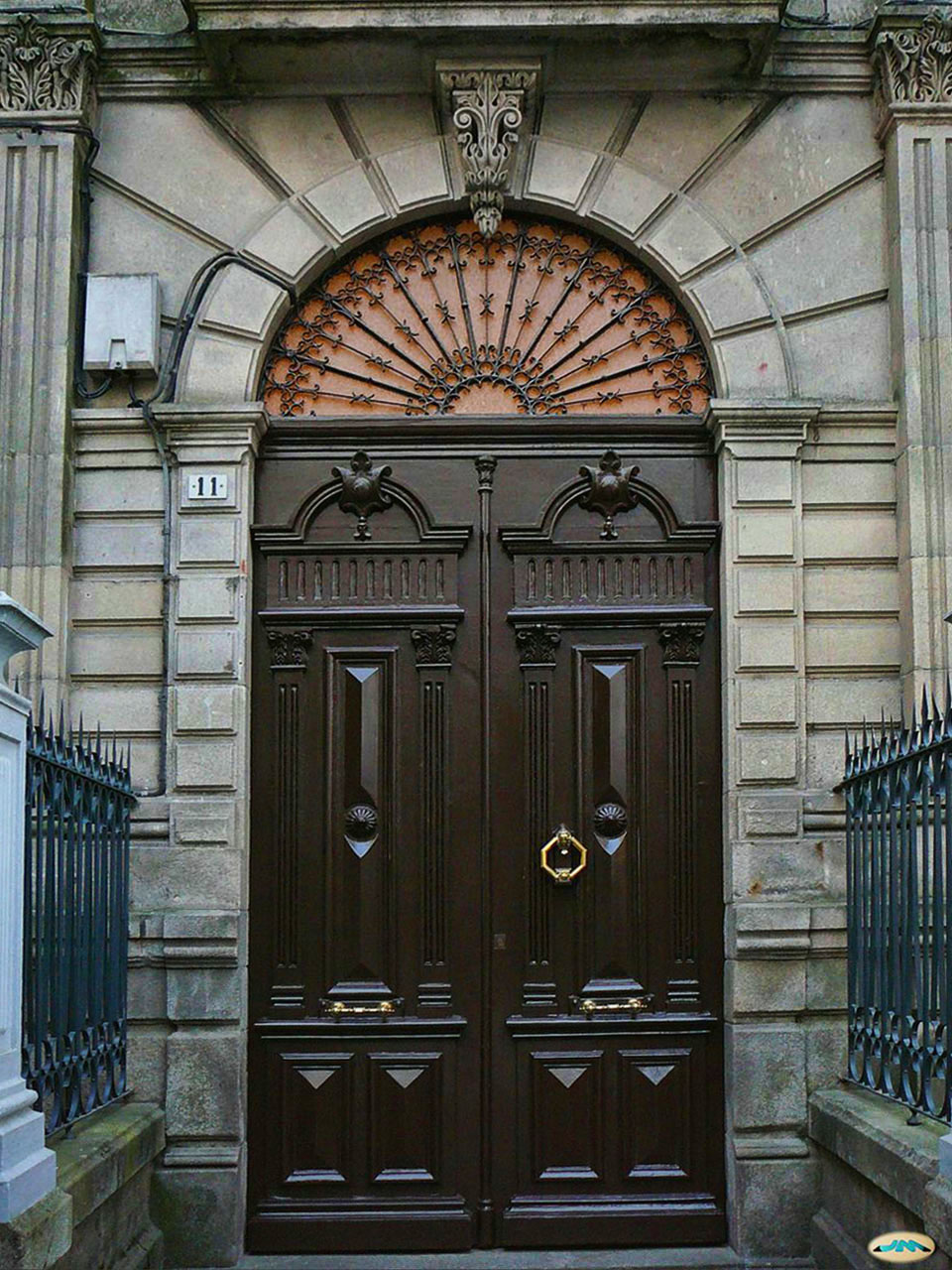
Porta d'ingresso
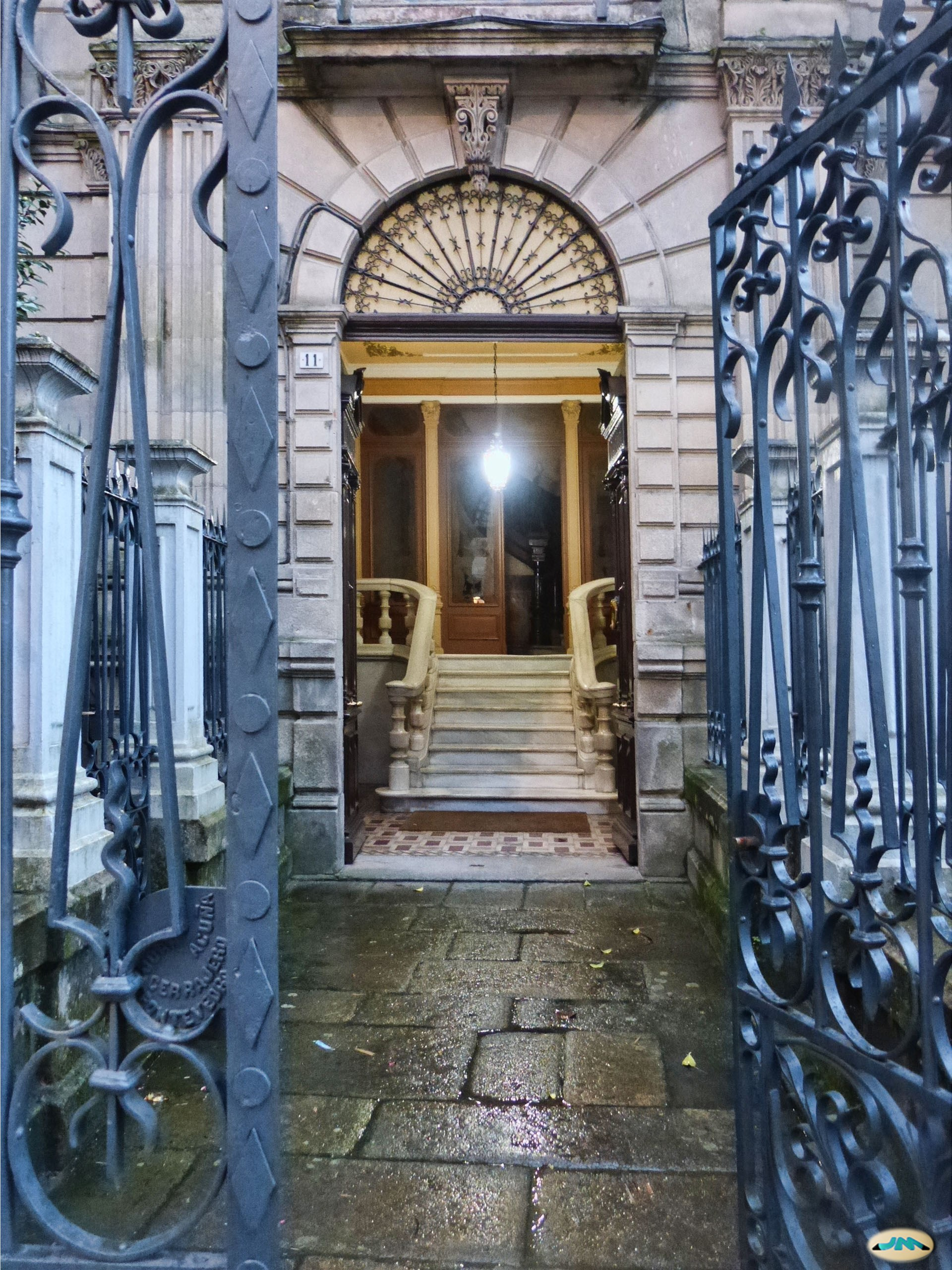
Cancello d'ingresso
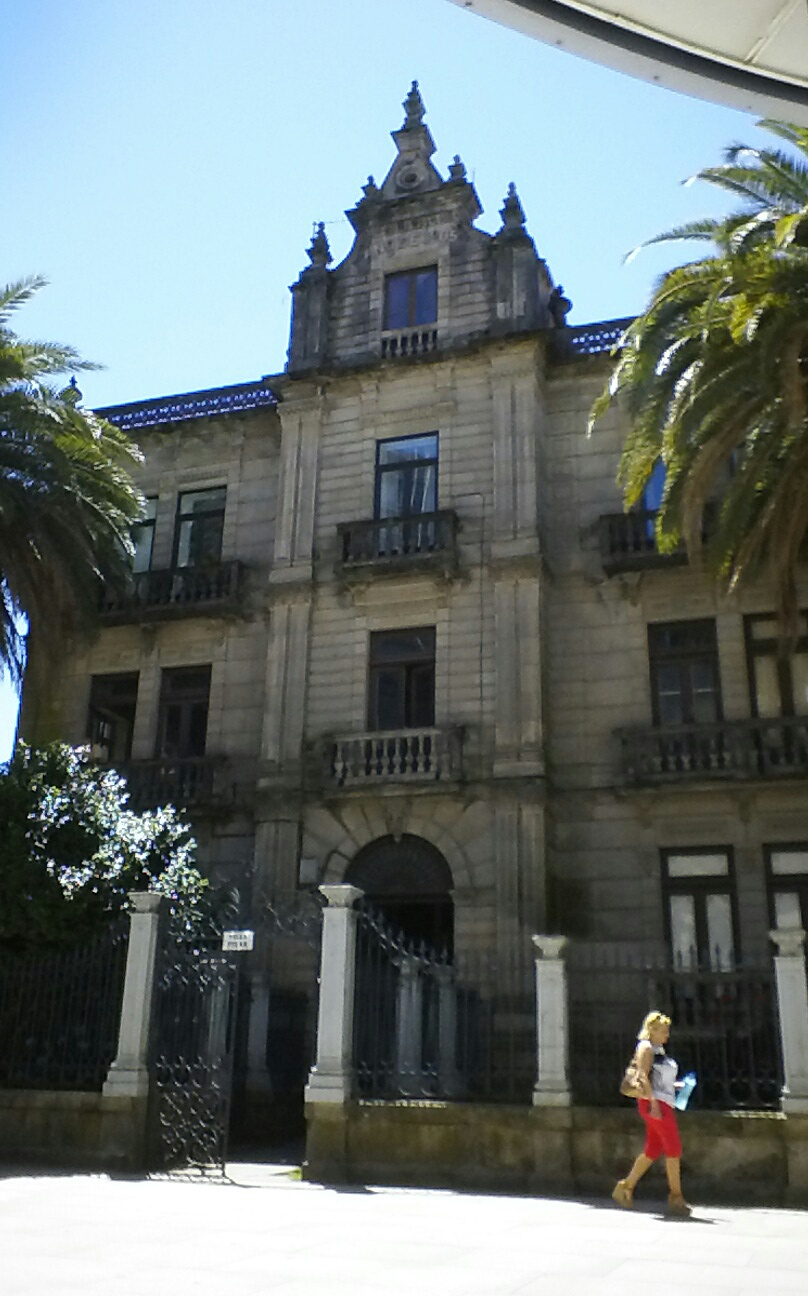
Facciata principale
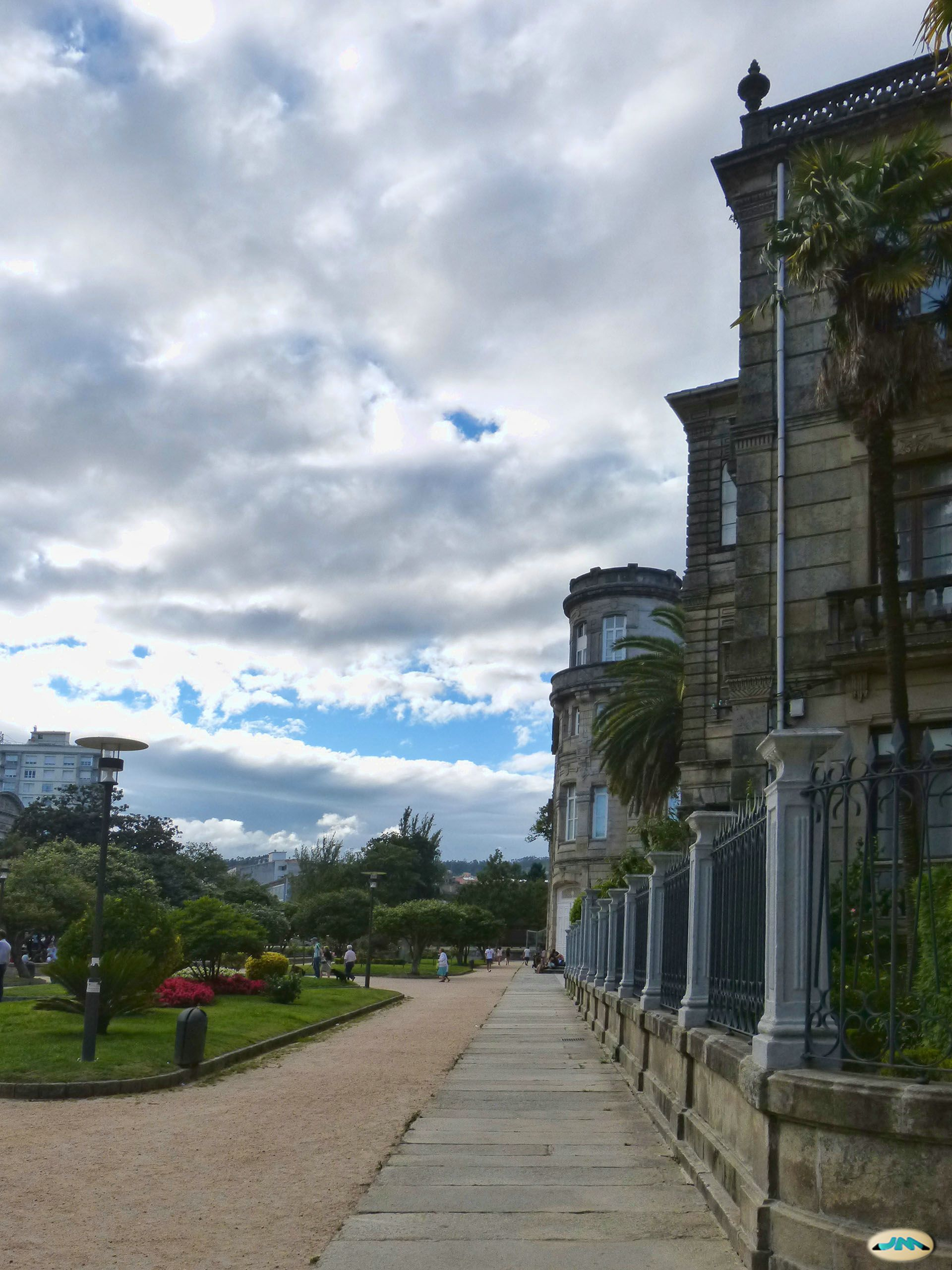
Facciata posteriore sul Parco delle Palme
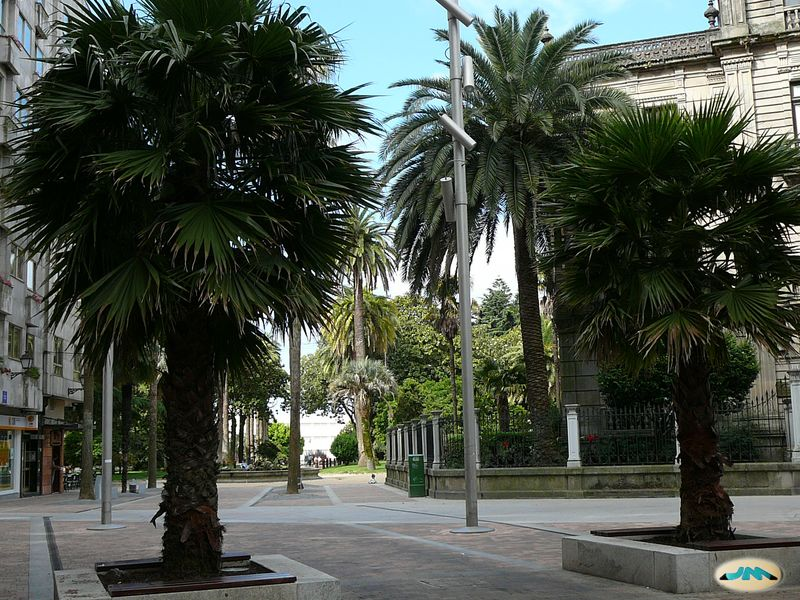
Facciata tra palme
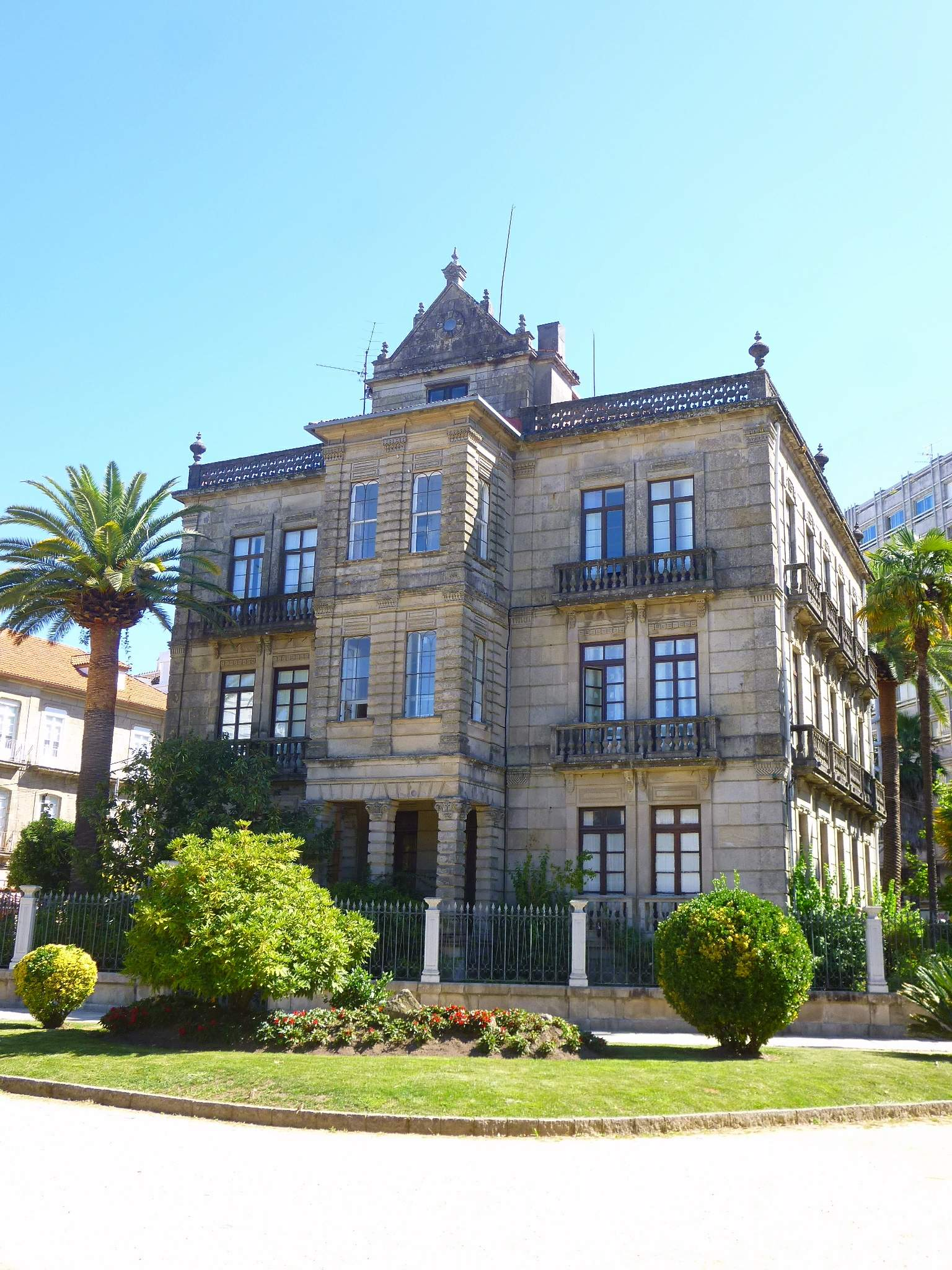
Facciata posteriore
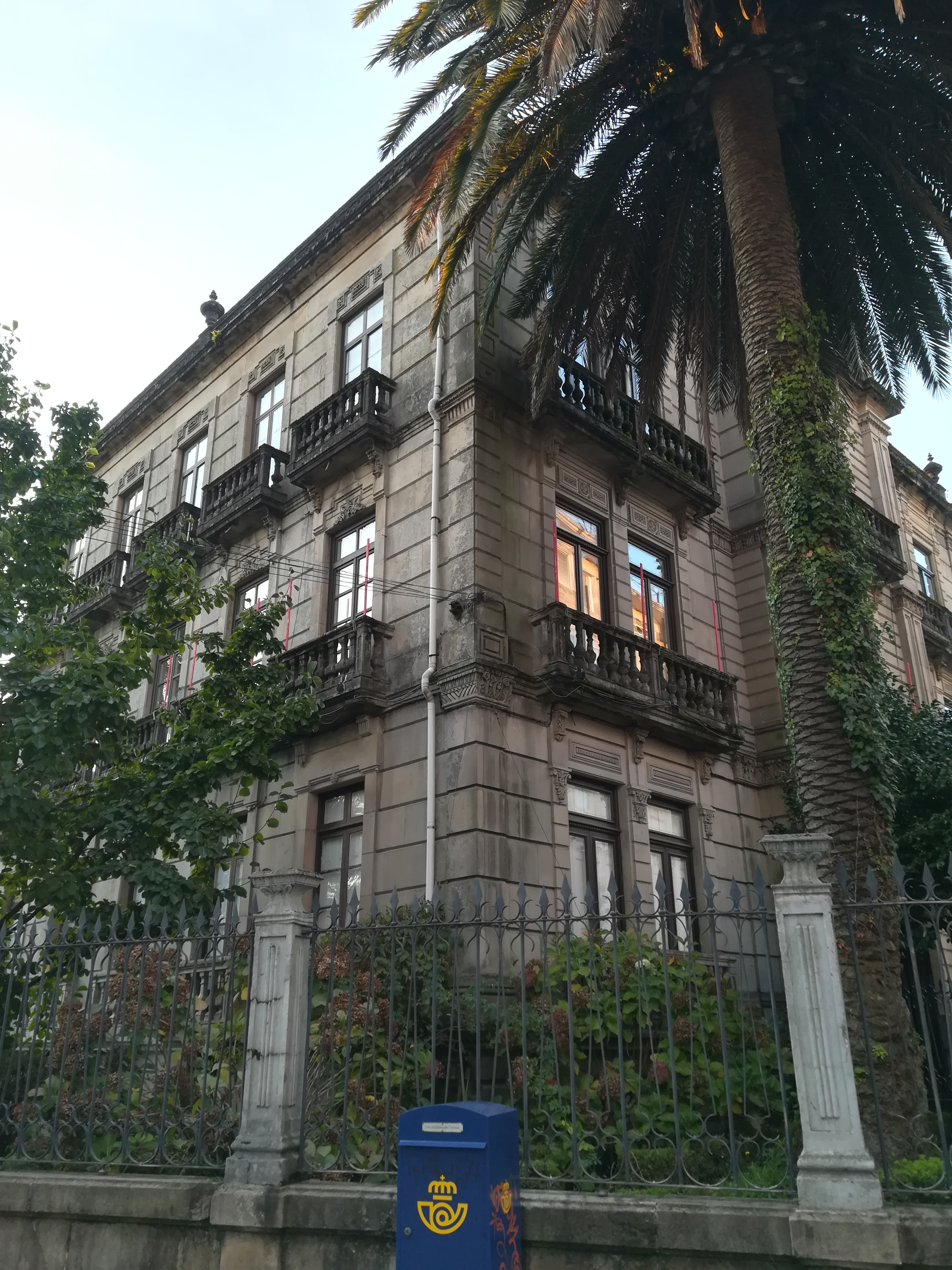
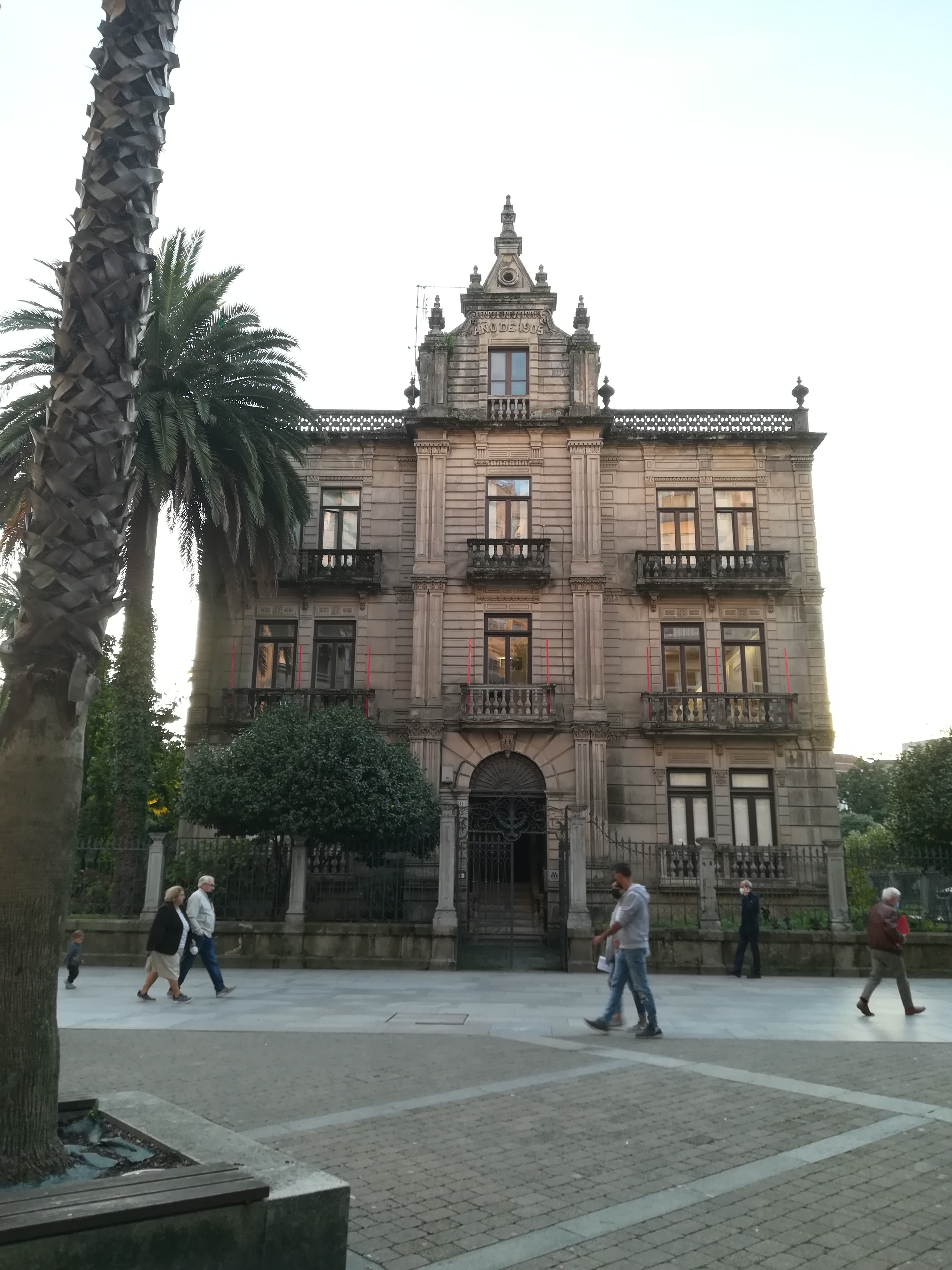